# إكسورة بورنيونية
إكسورة بورنيونية (الاسم العلمي:Ixora borneensis) هي نوع من النباتات يتبع جنس الإكسورة من الفصيلة الفوية.